# ヤヴーヌティス
ヤヴーヌティス（Jaunutis, 1300年 - 1366年以後）は、父のゲディミナスが死んだ1341年から兄のアルギルダスとケーストゥティスによって廃位された1345年までリトアニア大公に就いていた人物である。ヤヴーヌティスの名は「若者」を意味する。また、洗礼名はイオアン、ヨハネあるいはイヴァンであった。
ゲディミナスがなぜ長子でないヤヴーヌティスを己の後継者に選んだのかについては多くの憶測がある。ある人はヤヴーヌティスはゲディミナスの息子の内、異教徒（アルギルダス、ケーストゥティス）と正教徒（ナリマンタス、カリヨタス、リュバルタス）間の妥協の後継と主張している。別の人は、ヤヴーヌティスはゲディミナスの2番目の妻（この図式でいくと、ゲディミナスは異教徒と正教との娘と2回結婚したことになる ）の長男と主張している。ゲディミナスの死以前にはヤヴーヌティスは資料にはあまり言及されていない。

## 生涯
ヤヴーヌティスの統治はごく僅かしか知られていない。その期間はドイツ騎士団長ルドルフ・ケーニヒの無能さが幸いして全くの平和であった。彼の兄弟達はより積極的であった。アルギルダスはプスコフを守りつつ、リヴォニア騎士団のモジャイスクを攻撃した。ケーストゥティスはハールィチ・ヴォルィーニ継承戦争でリュバルタスを助けた。ブィホヴィエツ年代記はヤヴーヌティスはヤヴナという女性（ゲディミナスの妻で、その息子達の母と思われる）から補助してもらったことが言及されている。ヤヴナはヤヴーヌティスが公位を失ってから直後の1344年に死んでいる。もし本当にヤヴーヌティスが母親から補助を受けていたとするとしたら、異教の母親から影響を受けていた興味深い例となる 。しかしながら、より具体的な刺激となったのは、1345年のドイツ騎士団によって計画された大規模な「旅」（という名の十字軍遠征）だったらしい。ヤヴーヌティスはナリマンタスから支援を受けていたが、彼はジョチ・ウルスのジャーニー・ベクの許へ、アルギルダスとケーストゥティスと戦うための同盟を申し込むために赴いている。ヤヴーヌティスはヴィリニュスに投獄されたが、脱出することに成功して義兄弟であるモスクワ大公セミョーンの許に亡命した。この際にイオアンという洗礼名を受けているが、援助を得ることには失敗した（ヤヴーヌティスの姉妹でセミョーンの妃であるアイグスタが同年に死んだからかもしれない） 。ヤヴーヌティスとナリマンタスはアルギルダスと和解した。ヤヴーヌティスはザスラウエ公になった。
ヤヴーヌティスは1366年頃に死んだと推定される。最後に言及されたのが1366年のポーランドとの条約であり、1367年のリヴォニアとの条約には言及されていないからである。ヤヴーヌティスにはシメオナス・ザスラフスカスとミカイラス・ザスラフスカスという2人の息子がいた。ミカイラスは1399年8月12日に死去するまでにザスラウエを統治した。